# Wong Pei Tty
Dans ce nom, le nom de famille, Wong, précède le nom personnel.
Wong Pei Tty, née le 11 novembre 1981 à Ipoh, est une joueuse malaisienne de badminton.

## Carrière
En double dames avec Chin Eei Hui, elle remporte la médaille d'or aux Jeux d'Asie du Sud-Est de 2005, aux Jeux du Commonwealth de 2006  et aux  Jeux d'Asie du Sud-Est de 2009 ainsi que la médaille de bronze aux Jeux du Commonwealth de 2002, aux Jeux d'Asie du Sud-Est de 2003 et aux Championnats d'Asie de badminton 2004. Elle est médaillée de bronze du double dames avec Norhasikin Amin aux Jeux d'Asie du Sud-Est de 2001.
En double mixte avec Koo Kien Keat, elle est médaillée de bronze aux Jeux d'Asie du Sud-Est de 2005, aux Championnats du monde de badminton 2006 et aux Jeux d'Asie du Sud-Est de 2009.
Elle est aussi médaillée de bronze en double mixte avec Chew Choon Eng aux Jeux d'Asie du Sud-Est de 2001 et avec Mohd Fairuzizuan Tazari aux Jeux asiatiques de 2006 et aux Championnats d'Asie de badminton 2007.